# 斯文堡
斯文堡（丹麥語：Svendborg），丹麥菲英島上的一座城市，斯文堡市鎮的行政中心。
斯文堡的地标之一圣母教堂（Vor Frue Kirke）位于集市广场以北的山丘上，它于13世纪建成，建筑规模在中世纪扩大。1884年，教堂进行了全面的修复工作。
2005年4月，该地建设了一座自然历史博物馆（Naturama）。